# Scout F

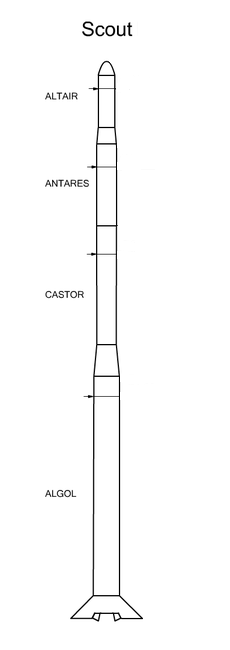
O foguete Scout.

O Scout F, foi, ao mesmo tempo, um foguete de sondagem e também um veículo de lançamento descartável.
Composto de quatro estágios, foi mais um membro da família de foguetes Scout.
Desse modelo (variante F-1), ocorreram apenas dois lançamentos, ambos  em 1975.